# Euforió del Quersonès
Euforió del Quersonès (en llatí Euphorion, en grec antic Εὐφορίων) fou un poeta grec autor d'un tipus de poesia llicenciosa anomenat Πριάπεια (Priàpica).
El menciona Hefestió que en dona tres versos probablement no consecutius, però que tractaven dels ritus en honor del "jove Dionís" celebrats a Pelúsion. Això ha fet suposar que el seu lloc de naixement va ser la ciutat egípcia de Quersonès propera a Alexandria. S'ha suposat que aquest "jove Dionís" era el rei d'Egipte Ptolemeu IV Filopàtor, i que per tant hauria viscut al segle III aC.